# Olaf III de Norvège
Olaf III Kyrre (Le Tranquille) (vers 1050 † 22 septembre 1093) fut roi de Norvège de 1066 à 1093.

## Biographie
Olav III est le second fils de Harald III de Norvège qu'il accompagne lors de sa tentative de conquête de l'Angleterre. Après la défaite et la mort de son père à la bataille de Stamford Bridge le 25 septembre 1066 il doit jurer avec ses alliés les jarls Pall et Erlend des Orcades qu'ils ne menaceraient plus Harold II d'Angleterre pour qu'il leur permettent de repartir. Il ramène les survivants sur une flotte de 24 navires sur les 300 qui avaient quitté la Norvège. 
Son frère aîné Magnus II qui était resté en Norvège l'associe au trône. Les deux rois gouvernent d'abord conjointement pendant deux hivers avant que Olaf III ne reste seul roi après la mort prématurée de son frère. 
Son règne de près de trente ans est beaucoup plus pacifique que celui de son père ce qui lui vaut son surnom de « Kirry » (c'est-à-dire: Tranquille) . 
En 1086 lors d'une rencontre à Konghelle, il envisage de participer à l'invasion de l'Angleterre désormais anglo-normande, préparée par son beau-frère Knut IV de Danemark mais le meurtre de ce roi met fin au projet.
Olaf III meurt de maladie le 22 septembre 1093 alors qu'il réside à Haukaby dans le Ranrike et il est inhumé dans la cathédrale de Nidaros.

### Investissement urbain
D'après Snorri Sturluson, Olaf III favorise le commerce et fonde la ville de Bergen en 1070, dans une région considérée comme le dernier bastion du paganisme en Norvège. Cependant, des traces d'occupations du site remontent aux années 1020/1030, laissant supposer qu'il ne la fonde pas, mais y concentre les activités commerciales. La nouvelle ville est également divisée et organisée en parcelles se spécialisant dans une fonction urbaine.
Il commence également à transformer certaines villes en pôles juridiques et administratifs afin d'y concentrer ces pouvoirs tout en créant plusieurs diocèses religieux sur lesquels s'appuyer pour l'administration et la gestion de nouvelles villes. Nidaros possède notamment un droit spécifique à sa propre assemblée.

### Réorganisation de l'Église de Norvège
Le roi Olaf III entretient des relations avec le Pape Grégoire VII qui lui adresse en 1078 une lettre lui demandant d'envoyer des  « hommes jeunes et de haute naissance » de Norvège au Vatican afin qu'ils puissent être formés en tant que futurs dirigeants de l'église. Dans le même temps le Pape exhorte le roi de Norvège de ne pas soutenir les frères rebelles du roi danois Harald Hen. Olaf semble avoir suivi la requête du Pape sur le premier point, car un plan de formation des Norvégiens à la cour pontificale a été mis en œuvre.
Le roi de Norvège Olaf est en effet préoccupé par l'organisation de l'église. Jusqu'alors les évêques faisaient partie de la cour du roi et voyageaient avec lui à travers le pays pour prendre soin des affaires ecclésiastiques et de la gestion du royaume. En 1070 Adam de Brême souligne l'absence d'organisation des diocèses norvégiens: 
« le christianisme n'est à ce jour qu'une jeune plantation, aucun diocèse n'a encore de limites biens définies; Tous les évêques ayant reçu l'agrément du roi et du peuple participent ensemble à l'édification de l'église. ils voyagent dans le pays, gagnent à la foi, autant de fidèles qu'ils le peuvent et, sans esprit de rivalité, les guident aussi longtemps qu'ils sont en vie. »
— Histoire des archevêques de Hambourg, suivie d'une Description des îles du Nord, texte traduit du latin, annoté et présenté par J-B Brunet-Jailly. Gallimard, collection l'Aube des peuples Paris, 1998  (ISBN 978-2-07-074464-0) livre IV § 34 p. 224.
Mais peu de temps après il y a un changement. Des diocèses avec des limites fixes sont créés. Les évêques ont des résidences fixes à Oslo ou l'on révère Saint Hallvard et Nidaros centre du culte de Saint Olaf. Le premier titulaire résident se trouve dans l'île de Selje près de la tombe de Sainte Sunniva vers 1070. Par ailleurs, le roi lance un programme de construction d'églises cathédrales en pierre dites « Église du Christ » à Bergen et Nidaros. Vers la même époque, ou un peu plus tard, est également fondée la première abbaye bénédictine à Selje afin de renforcer les milieux cléricaux autour des évêques.

## Union et descendance
Il avait épousé la princesse Ingerid une fille du roi Sven II de Danemark, dont il n'eut aucun enfant. Un fils naturel naquit de sa liaison avec  Tora Arnesdatter :
- Magnus III de Norvège.

### Sources
- (no) Claus Krag, « Olav 3 Haraldsson Kyrre », Norsk biografisk leksikon, consulté le 5 octobre 2013.
- (en) Heimskringla de Snorri Sturluson Sagas of the Norse Kings  Everyman's Library, Livre XI  « Olaf the Quiet » p. 242-249.
- (en) Knut Gjerset, History Of The Norwegian People, vol. I & II, New York, The Mac Millan Company Andesite Press (réédition), 507 p. (ISBN 9781376361513), p. 294-303, § 50 : Olaf Kyrre. A period of peace.